# Charles Haskins Townsend
Pour les articles homonymes, voir Charles Townsend et Haskins.
Charles Haskins Townsend (29 septembre 1859 - 28 janvier 1944) est un zoologiste américain né à Parnassus, en Pennsylvanie. Il dirige entre autres organismes l'aquarium de New York au Castle Garden, de 1902 à sa retraite en 1937.